# Hoplopleura nesoryzomydis
Hoplopleura nesoryzomydis är en insektsart som beskrevs av Ferris 1921. Hoplopleura nesoryzomydis ingår i släktet Hoplopleura och familjen gnagarlöss. Inga underarter finns listade i Catalogue of Life.